# Farr West
Farr West je město v okresu Weber County ve státě Utah ve Spojených státech amerických. K roku 2000 zde žilo 3 094 obyvatel. S celkovou rozlohou 15,1 km² byla hustota zalidnění 204,6 obyvatel na km².